# Västlandaholms herrgård
Västlandaholms herrgård är en herrgårdsbyggnad i Köpings kommun i Västmanland.
Herrgården har under åren ägts av bland andra riksdagsmannen Per Ersson och borgmästaren Wilhelm Abenius.